# Cervera de Pisuerga (kommun)
Cervera de Pisuerga är en kommun i Spanien.   Den ligger i provinsen Provincia de Palencia och regionen Kastilien och Leon, i den norra delen av landet, 280 km norr om huvudstaden Madrid. Antalet invånare är 2 572. Cervera de Pisuerga ligger vid sjön Pantano Requejada.